# Flugstromvergasung
Unter einer Flugstromvergasung versteht man ein spezielles Verfahren zur Vergasung von Kohle, Erdgas, Erdöl oder Biomasse. Die Anlage selbst nennt man dementsprechend Flugstromvergaser.

## Prinzip

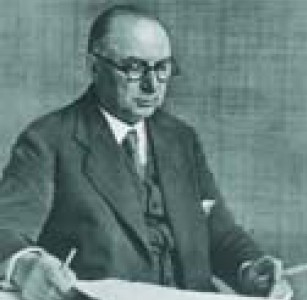
Heinrich Koppers, Pionier der Flugstromvergasung

Es ist vom Prinzip her ein Hochtemperatur-Gleichstromreaktor (bis zu 2000 °C), der neben gasförmigen und flüssigen nur staubförmige Ausgangsstoffe (Edukte, < 90 µm Korngröße) verarbeiten kann (Kohle, Erdgas, Erdölfraktionen, Biomasse in Form einer Suspension). Ein Vorteil des Verfahrens ist, dass durch die sehr hohen Temperaturen die Bildung von Teer weitgehend unterdrückt und andere organische Schadstoffe zerstört werden. Ein weiterer ist, dass sie im Gegensatz zu Festbett- und Wirbelschichtvergasern auch mit Gasen und Flüssigkeiten betrieben werden können. Die in den Ausgangsstoffen enthaltenen Schwermetalle sind eluatfest in die verglaste Schlacke eingebunden. Durch die Rezyklierung der Koksreste im Rohgas kann bei hohem thermischem Wirkungsgrad der Ausgangsstoff vollständig vergast werden. Als Katalysator der Reaktion dient meist Nickel auf Al2O3-, CaO- oder MgO-Träger.
Flugstromvergaser sind meist von außen geheizte Rohrreaktoren. Mit festen Brennstoffen werden Flugstromvergaser nur autotherm betrieben. Der Brennstoff wird dabei zu ~0,1 mm feinem Staub vermahlen, mit dem Vergasungsmittel aus Wasserdampf und Sauerstoff bzw. Luft gründlich gemischt und in einer ~1300 °C heißen Staubflamme umgesetzt. Der Staub reagiert bei der hohen, durch die Sauerstoffmenge regelbaren Flammentemperatur in der kurzen Zeit von etwa einer Sekunde. Das entstehende Synthesegas enthält viel Staub, weil auch die Aschebestandteile fein verteilt werden, schmelzen und bei der hohen Temperatur teilweise sublimieren. Ein Teil der geschmolzenen Asche bildet einen Schlackenmantel und schützt so die Innenwand des Reaktors vor Korrosion.
Wegen der sehr hohen Synthesegastemperatur kann ein Teil der Energie mit chemischem Quenchen durch Einblasen von Kokspulver zurückgewonnen werden. Durch die endotherme Vergasungsreaktion C + H2O → CO + H2 kühlt sich das Synthesegas auf 900 - 1000 °C ab, ohne dass nennenswerte Mengen an Teer gebildet werden. Der nicht umgesetzte Kokspulver-Überschuss muss abgeschieden und rezykliert werden.

## Geschichtliche Entwicklung
- 1940er Jahre: Entwicklung der drucklosen Flugstromvergasung durch Friedrich Totzek, Angestellter Heinrich Koppers (Koppers-Totzek-Reaktor)
- ab 1950 Schlackenbadverfahren durch Einblasen von Kohlenstaub und Vergasungsmittel in geschmolzene Schlacke
  - drucklos: Rummel-Otto-Verfahren
  - unter Druck: Saarberg-Otto-Verfahren.
- 1952 Erster kommerzieller Flugstromvergaser nach Koppers-Totzek in Finnland
- 1978 Flugstromvergasung unter Druck im Texaco-Verfahren nach der Ruhrchemie/Ruhrkohle-Variante. Inbetriebnahme einer 40 bar Demoanlage bei Ruhrchemie
- 1980 Flugstromvergasung unter Druck: Shell-Koppers-Verfahren. Versuchsanlage in Hamburg-Harburg mit 150 t pro Tag.
- 1986 Druckversion des Koppers-Totzek-Verfahrens: PRENFLO (pressurised entrained flow). Inbetriebnahme einer 30 bar Demoanlage in Fürstenhausen, Saar
- 1987 Inbetriebnahme der Synthesegas-Anlage Ruhr nach dem Texaco-Verfahren für 250 000 t/a Steinkohle